# Вольденга, Бернхард
Бернхард Вольденга (Bernhard Woldenga; 4 декабря 1901 — 19 января 1999) — немецкий лётчик-истребитель в годы Второй мировой войны. Он служил в Люфтваффе, командуя истребительными эскадрами JG27 и JG77. Вольденга был награждён Рыцарским крестом Железного креста — высшей наградой нацистской Германии.

## Карьера
Карьера Вольденги началась с должности капитана торгового флота. Он начал свою летную подготовку в 1928 году и работал старшим пилотом в FVK Warnemünde.
Он поступил во вновь формирующиеся люфтваффе, 1 апреля 1937 года приняв под командование Группу I./JG131, позже переименованную в I./JG1. С этой Группой он участвовал во вторжении в Польшу в сентябре 1939 года. Он сдал командование Группой 1 февраля 1940 года и был переведен в Reichsluftfahrtministerium.
Вольденга кратковременно возглавлял Jagdgeschwader 27 (JG27) на Фронте Ла-Манша с 11 по 22 октября 1940 года, прежде чем был назначен командиром JG77. Под его командованием части JG77 участвовали в Балканской кампании и вторжении на Крит, в ходе которых пилоты JG77 одержали 50 воздушных побед. За что Вольденга 5 июля был удостоен Рыцарского креста Железного креста.
Вольденга вновь принял командование JG27 22 июня 1941 года с началом вторжения в Советский Союз, после гибели в первый день войны предыдущего командира — майора Вольфганга Шелмана. В ходе данной кампании, Вольденга одержал 4 воздушные победы. В декабре 1941 года он во главе Штаба эскадры, переместился в Северную Африку.
10 июня 1942 года Вольденга был назначен командующим Fliegerführer Balkan (командование Балканы). Его последней служебной должностью в ходе войне было командование Luftkriegschule 10 (10-й школой истребителей) в Фюрстенвальде под Берлином.

## Награды
- Рыцарский крест Железного креста 5 июля 1941 года в звании майора и командира JG77[3]